# Probabilismo
El probabilismo es una doctrina de teología y filosofía moral cristiana, basada en la idea de que es justificado realizar una acción, aún en contra de la opinión general o el consenso social, si es que hay una posibilidad, aunque sea pequeña, de que sus resultados posteriores sean buenos, optando así por la libertad. Este concepto se desarrolló en medio del ambiente escolástico español de la llamada Escuela de Salamanca, entre fines del siglo XVI y fines del siglo XVII, siendo defendido principalmente por teólogos jesuitas, que lo propagaron por toda Europa y América. La decadencia definitiva del probabilismo vino en el siglo XVIII, época en que la doctrina fue duramente criticada por los jansenistas y por Blaise Pascal en su libro Cartas provinciales.

## Historia
La fórmula básica del probabilismo, que resume su radicalidad, fue sintetizada en 1577 en una frase del fundador de esta corriente, el dominico español Bartolomé de Medina:

Me parece que, si una opinión es probable, es lícito seguirla, aunque la opinión opuesta sea más probable.

Medina escribió este aserto en sus comentarios a la Summa Theologica de Tomás de Aquino, específicamente motivado por la siguiente frase del libro: Nadie está obligado por precepto alguno, sino por el conocimiento de dicho precepto.
Esta frase se apoyaba en otras ideas jurídicas de Tomás de Aquino, como el aforismo lex dubia non obligat, "la ley dudosa no obliga".
Medina no desarrolló la idea. Más aún, después los dominicos colectivamente se opondrían al probabilismo. Pero su reflexión sirvió a algunos jesuitas como Luis de Molina, Gabriel Vázquez y Francisco Suárez, que desarrollaron una especie de principio de incertidumbre moral. Según ellos, existiendo duda acerca de un precepto y sus alcances es posible inclinarse por la libertad, aunque los argumentos a favor de la opinión contraria sean respetables. Pues estando el ser humano sujeto a infinitas posibilidades de decisión moral, la acción está a merced de los caprichos imprevisibles de situaciones donde un único efecto no sigue necesariamente a determinada causa.
Los probabilistas creían que esta línea argumentativa llevaba a la superación de ejercicio literal de la casuística moral en boga hasta entonces. 
Pero el probabilismo fue duramente criticado por los mismos rigoristas, que adujeron que conducía a una extrema laxitud moral. Incluso uno de sus seguidores, Juan Caramuel, fue motejado el príncipe de los laxistas por Alfonso María de Ligorio. La anécdota señala que Caramuel se felicitaba comparando al autor probabilista Antonino Diana con el "agnus Dei qui tollit peccata mundi", "cordero de Dios que quita el pecado del mundo". 
El probabilismo dio origen a diversas corrientes contrarias a sus planteamientos dentro del catolicismo: el probabiliorismo, que afirma que en caso de duda se debe preferir solo lo tenido como más probable; el tuciorismo, que las decisiones solo deben ser tomadas contando con antecedentes seguros; y el rigorismo, que busca la aplicación rigurosa de las normas morales.
La jerarquía católica intervino en este debate. El papado publicó en 1679 la bula Sanctissimnus Dominus, que, sin referirse directamente al probabilismo como tal, condenaba 75 argumentos que favorecían el laxismo en teología moral. Y un año más tarde se publicaba un decreto que bendecía una respuesta ideada por otro jesuita, Tirso González, en contra de la nueva doctrina: el probabiliorismo. En 1761 Clemente XIII condenó expresamente diversas conclusiones del probabilismo.
A finales del siglo XVIII el probabilismo quedó fuera de la discusión intelectual, desplazado por la fuerte irrupción del método científico, con su búsqueda de verdades comprobables, que descartaba como un mero juego lo que se consideró un debate retórico sobre las opiniones probables. Dentro de este contexto, existen autores que consideran que no es un hecho completamente casual el que uno de los máximos enemigos del probabilismo, Blaise Pascal, haya desarrollado una de las primeras aproximaciones al cálculo de probabilidades, al tiempo que haya intentado crear una fórmula lógica para afirmar que creer en Dios constituye la opción moral más segura: la Apuesta de Pascal, acusada después precisamente de implicar una renuncia a la razón.